# 喜马拉雅黑粉菌
喜马拉雅黑粉菌（学名：Ustilago himalensis）是属于黑粉菌目黑粉菌科黑粉菌属的一种真菌，寄生在蓼属植物上。该种分布于中国、尼泊尔。